# Ilmarë (satélite)

Varda e sua lua Ilmare.

Ilmarë oficialmente denominado de (174567) Varda I Ilmarë é um  é um objeto transnetuniano (classe cubewanos) e é um satélite natural (o único conhecido até à data) de Varda.

## Descoberta
Ilmarë foi descoberto em uma imagem obtida pelo Telescópio Espacial Hubble no dia 26 de abril de 2009. A sua descoberta foi anunciada em 2011.

## Nome
Os nomes de Varda e de sua lua foram anunciados no dia 16 de janeiro de 2014. Varda é uma rainha de Valar, estrelas criativas e principal deusa dos elfos na mitologia ficcional de J.R.R. Tolkien. Ilmarë era um líder de Maiar e servo Varda.

## Características físicas
Pouco se sabe sobre este corpo celeste. O seu diâmetro é estimado em 51% do que a do seu primário, o que seria cerca de 420 km. No entanto, a massa do sistema não foi medido e os diâmetros estimados continua muito aproximado.